# Cherry-merry
Cherry-merry — український рок-гурт, заснований 2010 року у Миколаєві.
Стилістику та манеру звучання гурту можна охарактеризувати як оригінальну суміш мелодійного британського інді та напористого гітарного американського «гаражного року» гранджу.
У 2011 році гурт випустив перший EP «We'll blow your doors out!». Наприкінці 2012 року в інтернеті з'явилося дебютне відео до синглу «Rock'n'Rolla», яке відразу отримало високу оцінку на інтерактивному каналі YouTube та було запущено в ротацію ряду музичних телеканалів.

## Участь у фестивалях
В період 2012-2014 рр. Cherry-merry взяли участь у ряді масштабних українських фестивалях, головні з яких: "Захід", «The Best City.UA», "Файне Місто", «Respublica», "Рок-Брама", "кРок у майбутнє".

## Релізи
2013 року гурт випустив ще 3 сингли на пісні: «Britannic», «Talking» та «More Fire», а також, зняв відео на трек «More Fire [Архівовано 27 червня 2014 у Wayback Machine.]». Презентація відео відбулася у прямому ефірі телеканала Star TV і у даний час ротується на декількох музичних телеканалах, а також, на YouTube-каналі ELLO.
Наприкінці вересня 2014 року відбувся реліз нового повноформатного альбому "Listen loud!", до якого увійшло 13 треків гурту.
Наприкінці 2014 року гурт випускає концертне відео на трек "Que Pasa", яке відразу потрапляє до ротації провідних телеканалів країни. У травні 2015 року відбувся реліз нового синглу «Cooca Coolah [Архівовано 1 січня 2019 у Wayback Machine.]», який отримав високу оцінку в ЗМІ. В даний час гурт працює в студії над новим матеріалом, який увійде до майбутнього EP.
А дизайни їм робить відомий в Україні дизайнер, давній друг гурту Фомін Ігор

## Дискографія
Студійні альбоми
| Рік  | Назва          | Обкладинка |
| ---- | -------------- | ---------- |
| 2014 | «Listen loud!» |            |

EP
- 2011 — «We'll blow your doors out!»

Сингли
- 2012 — «Rock'n'Rolla»
- 2013 — «Britannic»
- 2013 — «Talking»
- 2013 — «More Fire»
- 2015 — «Cooca Coolah»

Кліпи
- 2012 — «„Rock'n'Rolla“ [Архівовано 3 квітня 2016 у Wayback Machine.]»
- 2013 — «More Fire [Архівовано 27 червня 2014 у Wayback Machine.]»
- 2014 — «„Que pasa“ (концертне відео) [Архівовано 30 березня 2016 у Wayback Machine.]»
- 2015 — «Cooca Coolah [Архівовано 1 січня 2019 у Wayback Machine.]»
- 2016 — «Braces»

## Галерея

Фотосет гурту "Cherry-merry"